# Blas Sobrino y Minayo
Blas Manuel Sobrino y Minayo (Urueña, Valladolid, 16 de enero de 1725-Trujillo, Perú, 16 de abril de 1796) fue un eclesiástico español que vivió en América durante el siglo XVIII. Tuvo a su cargo numerosas diócesis en el continente, entre los que se cuentan la de Cartagena, la de Quito, la de Santiago de Chile, y por último la de Trujillo que mantuvo hasta su muerte.

## Sus inicios
Sobrino y Minayo (ó Menayo) nació en Urueña, en el seno de una familia noble. Realizó estudios en Valladolid, para luego pasar a la ciudad de Oviedo con el cargo de fiscal.
En su educación religiosa influyó la presencia de su pariente Manuel Pérez Minayo, obispo de Badajoz, sobre todo en lo que sería el emprender el viaje hacia América en 1775. Para entonces ya había ocupado los cargos de Maestrescuela y Canciller de la Universidad de Salamanca.

## El obispo de las Américas
El 13 de marzo de 1775 es apuntando obispo de Cartagena, siendo ordenado el 6 de agosto del mismo año. En 1776 es trasladado, por el papa Pío VI a la diócesis de Quito. Aquí se habla, en documentos, de su notable compañía y caridad hacia los enfermos y presidiarios.

### Obispo de Santiago
A la muerte del obispo chileno Manuel de Alday es nominado por el rey Carlos III, en 1788, como la cabeza de la iglesia santiaguina. El clima de Quito no era favorable a la salud de Sobrino, y su traslado es confirmado luego por Pío VI. Demoraría más de 2 años en poder tomar posesión de su cargo.
Se destaca su ahínco en la organización de la diócesis, a pesar de vivir una vida de bajo perfil dentro de la ciudad santiaguina. Esto se contrapone con otros escritos que lo figuran como un petulante, cruel y frío. Llega a Santiago dentro de una política real que busca la centralización del poder, reponiendo figuras peninsulares en los principales cargos políticos y de gobierno. Era una "desamericanización" del gobierno de las Indias, como una medida preventiva a lo que era la época de revoluciones de la época.
Los disgustos que tuvo Sobrino con la Real Audiencia le motivaron a escribir al rey Carlos IV para su reinstalación en otra sede episcopal, una que, según una carta escrita por él, "no tuviera oidores" en referencia a los encargados del organismo gubernamental. Con últimos resquemores de su decisión, le llevaron a enfrentarse con el nuevo prelado Francisco José Marán, antes de salir camino a Trujillo.

### Muerte
Apuntado, finalmente, a la cabeza de la diócesis de Trujillo; encontrará la muerte en abril de 1796, a los 71 años de edad. Su tumba se encuentra en la Catedral de Trujillo.